# عبد الكريم الكابلي
عبد الكريم الكابلي (1932 - 2 ديسمبر 2021) شاعر ومُلحن ومُطرب وباحث في التراث الشعبي السوداني.

## نشأته

### الميلاد
```
ولد في مدينة 
بورتسودان
 
ولاية البحر الأحمر
 في عام 
1932
، والده عبد العزيز محمد عبد العزيز بن يوسف بن عبد الرحمن وتزوج بمدينة 
القلابات
 من صفية ابنة الشريف أحمد محمد نور زروق من 
أشراف مكة
 اللذين هاجروا إلى 
المغرب
 ثم جاؤوا 
للسودان
 لنشر 
الدعوة الإسلامية
 . نشأ وشبَّ في مرتع صباه ما بين مدن 
بورتسودان
 
وسواكن
 
وطوكر
 
والقلابات
 
والقضارف
 والجزيرة خصوصا منطقة أبوقوتة 
وكسلا
.
```

### تعليمه
تلقى دراسته بخلوة الشيخ الشريف الهادي والمرحلة الأولية والوسطى بمدينة بورتسودان والمرحلة الثانوية بمدينة أم درمان بكلية التجارة الصغرى ( لمدة عامين )

### العمل
وبعد أن تخرج منها التحق بالمصلحة القضائيه بالخرطوم وتعيّن في وظيفة مفتش إداري بإدارة المحاكم وذلك في العام 1951م وعمل بها لمدة أربعة سنوات ثم تم نقله إلى مدينة مروي ومكث بها لمدة ثلاثة سنوات إلى أن تم نقله مرة أخرى إلى مدينة الخرطوم واستمر بها حتى وصل إلى درجة كبير مفتشي إدارة المحاكم في العام 1977 م و بعد ذلك هاجر إلى المملكة العربية السعودية ليتعاقد مع إحدى المؤسسات السعودية مترجما في مدينة الرياض في العام 1978 م ولم تستمر غربته طويلا حيث عاد إلى السودان في العام 1981 م ليواصل رحلته الإبداعية مرة أخرى.

### بداياته الفنية
بدأ الغناء منذ الثامنة عشر من عمره، وظلَّ يغني في دائرة جلسات الأصدقاء والأهل لمدة عقد من الزمان إلى أن واتته الفرصة الحقيقية نوفمبر عام 1960 عندما تغني برائعة الشاعر تاج السر الحسن أنشودة آسيا وأفريقيا بحضور الرئيس جمال عبد الناصر الذي أغرم به عبد الكريم الكابلي وكان من مناصريه.

## رحلاته الخارجية
في العام 1974 سافر إلى الولايات المتحدة في جولة غنائية، وقام -آنذاك- بإلقاء محاضرات ودراسات في التراث السوداني في العديد من الدول العربية والأوربية. كما عُيِّن سفيرا للنوايا الحسنة .

## أغاني الكابلي
له الكثير من الأغنيات التي تربّعت على عرش الأغنيات في السودان
منها:
- حبيبة عمري
- أنشودة آسيا وأفريقيا
- يا ضنين الوعد
- أراك عصي الدمع
- أكاد لا أصدق
- زمان الناس
- حبك للناس
- شمعة
- دناب
- لماذا
- معزوفة لدرويش متجول، للشاعر محمد مفتاح الفيتوري، يا أغلى من نفسي للشاعر عبد الوهاب هلاوي وألحان أسماء حمزة.
- اوبريت مروي (القمر بوبا)

## روابط خارجية
- عبد الكريم الكابلي‎ على موقع ميوزك برينز (الإنجليزية)
- عبد الكريم الكابلي‎ على موقع ديسكوغز (الإنجليزية)